# 도전! 수퍼모델 호주
《도전! 수퍼모델 호주》는 2005년부터 2016년까지 오스트레일리아에서 방송된 모델 선발 오디션 프로그램이다. 세라 머독, 제니퍼 호킨스, 에리카 헤이너츠, 조디 미리스 등이 진행을 맡았고 앨릭스 페리, 메건 게일, 샬럿 도슨 등이 심사위원을 맡았다.